# The Elected
The Elected sono un gruppo musicale indie rock formato a Los Angeles nel 2004 come side project del cantante/chitarrista Blake Sennet già attivo nei Rilo Kiley.
Il gruppo ha come altro membro fisso Mike Bloom, chitarrista amico di vecchia data di Sennet, mentre al basso e alla batteria si sono alternati fra gli altri Jason Boesel dei Rilo Kiley, Daniel Brummel degli Ozma e Ryland Steen dei Reel Big Fish.

## Storia del gruppo
Il disco d'esordio Me First, pubblicato nel 2004 dall'etichetta Sub Pop ha ottenuto un buon riscontro di critica. La musica di Sennet è un indie rock chitarristico influenzato da artisti come Elliott Smith, Momus o i Cake. Il secondo album Sun, Sun, Sun nel 2006 vira invece su sonorità più classiche e accessibili, fra il country e il soft-rock.
Il terzo album Bury Me In My Rings è stato pubblicato dalla Vagrant Records il 17 maggio 2011.

## Formazione
- Blake Sennet – voce, tastiere, chitarra
- Mike Bloom – chitarra
- Daniel Brummel/Michael Runion/Nate Greely – basso
- Jason Boesel/Ryland Steen/Sander Steen – batteria

## Discografia

### Album
- Me First (2004, Sub Pop)
- Sun, Sun, Sun (2006, Sub Pop)
- Bury Me In My Rings (2011, Vagrant Records)

### Compilations
- Lagniappe: A Saddle Creek Benefit for Hurricane Katrina (2005, Saddle Creek)
  - Song: "San Francisco via Chicago Blues"